# TiA
티아(TiA, ティア, 1987년 6월 11일 ~ )는 일본에서 활동하고 있는 여성 가수이다.
소속사는 에픽 레코드 재팬이다.
출신지는 요코하마시이다.